# Wappo
Le wappo est une langue amérindienne de la famille des langues yukianes parlée aux États-Unis, au Nord de la baie de San Francisco, dans les comtés de Sonoma et Napa, en Californie. Cette langue éteinte était parlée par le peuple amérindien des Wappos.

## Phonologie

### Voyelles
|         | Antérieure    | Centrale      | Postérieure   |
| ------- | ------------- | ------------- | ------------- |
| Fermée  | i [i] iː [iː] |               | u [u] uː [uː] |
| Moyenne | e [e] eː [eː] |               | o [o] oː [oː] |
| Ouverte |               | a [a] aː [aː] |               |

### Consonnes
|               |            | Bilabiale | Dentale  | Rétroflexe | Latérale | Palatale | Vélaire | Glottale |
| ------------- | ---------- | --------- | -------- | ---------- | -------- | -------- | ------- | -------- |
| Occlusives    | Sourdes    | p [p]     | t [t]    | ṭ [ʈ]      |          |          | k [k]   | ʔ [ʔ]    |
| Occlusives    | Aspirées   | ph [pʰ]   | th [tʰ]  | ṭh [ʈʰ]    |          |          | kh [kʰ] |          |
| Occlusives    | Glottales  | pʼ [pʼ]   | tʼ [tʼ]  | ṭʼ [ʈʼ]    |          |          | kʼ [kʾ] |          |
| Fricatives    | Fricatives |           | s [s]    |            |          | š [ʃ]    |         | h [h]    |
| Affriquées    | Sourdes    |           | c [t͡s]   |            |          | č [t͡ʃ]   |         |          |
| Affriquées    | Aspirées   |           | ch [t͡sʰ] |            |          | č [t͡ʃʰ]  |         |          |
| Affriquées    | Glottales  |           | cʾ [t͡sʾ] |            |          | čʼ [t͡ʃʼ] |         |          |
| Nasales       | Simples    | m [m]     | n [n]    |            |          |          |         |          |
| Nasales       | Aspirées   | mh [mʰ]   | nh [nʰ]  |            |          |          |         |          |
| Nasales       | Glottales  | mʼ [mʼ]   | nʼ [nʼ]  |            |          |          |         |          |
| Liquides      | simples    |           |          |            | l [l]    |          |         |          |
| Liquides      | Aspirées   |           |          |            | lh [lʰ]  |          |         |          |
| Liquides      | Glottales  |           |          |            | lʼ [lʼ]  |          |         |          |
| Semi-voyelles | simples    | w [w]     |          |            |          | j [j]    |         |          |
| Semi-voyelles | Aspirées   | wh [wʰ]   |          |            |          | yh [jʰ]  |         |          |
| Semi-voyelles | Glottales  | wʼ [wʼ]   |          |            |          | jʼ [jʼ]  |         |          |